# Курбанмурадов, Ёллы Агаевич
Ёллы Агаевич Курбанмурадов (туркм. Ýolly Gurbanmyradow) — туркменский государственный деятель.

## Биография
Родился 25 февраля 1960 года в Ашхабаде.
Образование высшее. В 1982 году окончил Туркменский институт народного хозяйства, по специальности — бухгалтерский учет.
С 1982 по 1990 годы работал на различных должностях в учреждениях банковской системы СССР. С 1990 по 1993 годы — управляющий отделением Внешэкономбанка СССР в г. Ашхабаде.
1993 — 31.03.2001 — председатель Государственного Банка Внешнеэкономической деятельности Туркменистана.
В 1994 году назначен управляющим от Туркменистана в Совет управляющих Исламского Банка Развития.
В мае 1996 года назначен директором Государственного агентства по иностранным инвестициям при Президенте Туркменистана.
02.06.1997 — 24.05.1999 — председатель Межбанковского совета.
02.06.1997 — 20.05.2005 — Заместитель председателя Кабинета Министров Туркмении.
11.05.1999 — 20.05.2005 — директор Комитета по привлечению иностранных инвестиций при Президенте Туркменистана.
20.05.2005 уволен со всех должностей и арестован во время заседания Кабинета министров Туркменистана.
Генеральная прокуратура Туркмении предъявила Е. Курбанмурадову обвинения в измене родине, хищении государственного имущества на сумму около 100 млн долларов США, превышении должностных полномочий и многоженстве.
По неофициальной информации, приговорен Верховным судом Туркменистана к 25 годам лишения свободы. Жена Е. Курбанмурадова Ольга Кудратова приговорена к 15 годам лишения свободы.
Погиб в заключении 1 декабря 2015 года, тело было передано родственникам для захоронения.

## Семья
- Жена — Ольга Кудратова
- Брат — Бекмурад Курбанмурадов

## Варианты транскрипции имени и фамилии
- Имя: Еллы
- Фамилия: Гурбанмурадов, Гурбанмырадов